# Little Angels (korejský dětský lidový balet)
Little Angels nebo Little Angels Children’s Folk Ballet of Korea je tradiční korejský umělecký a taneční soubor složený z dětí základníc a středních škol, založený v roce 1962 Son-mjong Munem, zakladatelem Církve sjednocení.
Soubor je finančně podporován jihokorejskou obchodní skupinou Tongil Group, která je spojena s Církví sjednocení, prostřednictvím nadace Tongil Foundation. Soubor je součástí Umělecké školy Sunhwa (Sunhwa Arts School).
Školné sponzoruje Vzdělávací nadace Sunhwa (Sunhwa Educational Foundation), takže se do ní může přihlásit každá talentovaná dívka.

## Historie
Little Angels byli založeni jako Daehan Children's Art Troupe 5. května 1962 v době, kdy byla Jižní Korea zpustošena Korejskou válkou. Posláním školy bylo od samého počátku působit jako vyslanci míru a dobré vůle a pomocí kreativity a šířením 5000 let starých korejských kulturních tradic, čelit obrazu Koreje té doby, symbolizovanému hladomorem, chudobou a opuštěností.
V roce 1965 bylo uděleno povolení ke zřízení umělecké školy Little Angels pro 720 studentů a 12 tříd.
V roce 1974 bylo dokončeno Centrum výtvarné výchovy Little Angels. Nově otevřená škola s názvem Little Angels School of Arts přijala 240 žáků. Školu otevřel Bo-hi Pak, který se stal prvním ředitelem školy.
V roce 1976 byla akreditována střední škola Sunhwa Arts a v následujícím roce byla škola přejmenována z Little Angels Art School na Sunhwa Art School a soubor Little Angels se stal součástí školy s širším uměleckým zaměřením.
Od roku 1965 do roku 1988 odehráli přes 2000 vystoupení ve 40 zemích a do roku 2015 přes 7000 vystoupení a 70 zahraničních turné v 60 zemích.
V květnu 1998 vystoupili v rámci kulturní diplomacie zakladatelů v Pchjongjangu v Korejské lidově demokratické republice. Vedení Severní Koreje následně vyslalo školní tým Pchjongjangu na turné po Jižní Koreji v květnu 2000.
V roce 1990 vystoupili v Moskvě a hostem byla i tehdejší první dáma Raisa Gorbačovová.
V roce 2010, u příležitosti 60. výročí korejské války, korejská vláda s výborem pro 60. výročí korejské války (Korean War 60th Anniversary Memorial Committee) sponzorovali turné Little Angels do všech zemí, které se v roce 1950 účastnily výzvy OSN na obranu Koreje. Little Angels zahájili své turné v Norfolku ve Spojených státech kvůli vazbám města na generála McArthura, který podle pořadatelů otočil dynamiku války. Později téhož roku cestovali do dalších 15 zemí, které vyslaly vojáky na podporu Jižní Koreje v rámci sil OSN.

## Repertoár
Repertoár souboru Little Angels tvoří klasický korejský tanec, zpěv a hra na tradiční korejské hudební nástroje.
- Sbor - za klavírního doprovodu svého dirigenta zpívá mezinárodní korejské písně a melodie[12].
- Tance:[12]
  - Nový rok - od roku 2021, choreografie Bae Jung-hae, téma oslav lunárního nového roku (Seollal).
  - Cesta míru - od roku 2020, choreografie Bae Jung-hae, tanec propagující mír, globální lidskou rodinu, harmonii a spolupráci.
  - Festival Jinsoe - adaptace tradičního korejského tance "Jinsoe Chum" s gwengwaris (malými korejskými gongy).
  - Hwageom - tanec inspirovaný Wonhwa, dámami z elitní třídy Hwarang za dynastie Silla.
  - Palác - adaptace tradičních dvorských tanců s pohyby hansam (splývavé prodloužené rukávy).
  - Miyal - taneční drama příběhu Miyal s použitím vějíře.
  - Lidový zpěv s kajagum - skupinové vystoupení s kajagum, hudebním nástrojem, který vznikl v království Gaya a přešel do dynastie Silla.
  - Měsíční festival - představení Měsíčního festivalu (Ganggangsullae), v Koreji symbolizujícího obranu vlasti. Tanec Ganggangsullae je zapsán na seznamu světového dědictví UNESCO[13].
  - Tanec panenek - tanec inspirovaný korejskou tradicí - doslova tanec panenek prováděný na lunární nový rok.
  - Farmářský tanec - vyjádření díků zemědělcům v období úrodné podzimní sklizně.
  - Tanec válečníka - tanec inspirovaný generálem Kim Yu-shinem a řádem Hwarang v 7. století, využívající melodii Balady z paláce Gyeongbuk.
  - Cestování nocí - taneční příběh z korejské minulosti, kdy dědeček nese svou vnučku nocí.
  - Vějířový tanec - tanec s vějířem, který je symbolem vznešenosti, součást korejské tradice.
  - Bubnový tanec - rytmický tanec se 6 stojícími bubny symbolizuje napětí mezi tělem a duší.
  - Svatební den - taneční příběh o směšné svatbě v dávných dobách, kdy je velmi mladý chlapec povolán, aby si vzal mnohem starší nevěstu.
  - Tanec s přesýpacím bubnem - rytmický tanec s dlouhým bubnem ve tvaru přesýpacích hodin.
  - Figurkoví vojáčci - tanec vojáčků na hudbu Radeckého pochodu, poprvé předvedený pro královnu Alžbětu II. 15. listopadu 1971.
  - Spring Time - tanec tradic jarního času.
  - Legenda o Čunhjang - loutkově ztvárněný taneční příběh o lásce a věrnosti korejské hrdinky Čunhjang k jejímu snoubenci.
  - Tanec masek - tanec s různými druhy masek je tradiční součástí místních kulturních slavností staré Koreje.
  - Tanec květinových korun - moderní adaptace tradičního korejského dvorského tance.

## Diskografie
Alba:
- The Little Angels, vinyl LP (Philips – 6308 137), Velká Británie, Austrálie 1972
- The Little Angels Smile, vinyl LP (MGM Records – SE-4927, Divize zvláštních produktů), USA 1973
- The Little Angels, vinyl LP (Philips – 6308 137, Fontana – SEL-100092), Jižní Korea, Jul 21, 1973
- 리틀 엔젤스 애창곡 (Little Angels – Oblíbené písně), CD (SKC SKCD-C-0003), Jižní Korea, March 1, 1987[15]
- The Little Angels Sing - X-Mas Cards, CD (SKC SKCD-0057),1987
- Les Petits Anges De Corée – Bienvenue À Séoul, CD (Forlane – UCD 19014), 1988
- Little Angels Pyongyang Performance Special, CD 1998
- 공연실황 - 화관무/부채춤/강강수월래 (Živé vystoupení - Hwagwanmu / Fan dance / Ganggangsuwolae), Laser Disc (SKC SKST-2003), 2003
- 리틀엔젤스예술단 – 창단 50주년 특집 (Umělecký sobor Little Angels – Zvláštní vystoupení k 50. výročí svého založení), CD (vlastní vydání), 2012

Singly:
- The Little Angels National Folk Ballet Of Korea – Children Of The World Unite, vinyl SP (Philips – 6006 270), Holandsko 1972
- The Little Angels National Folk Ballet Of Korea – Mother Of Mine, Vinyl SP (Philips – 6006 257), Velká Británie 1972
- The Little Angels – Dominique / Echo Of The Angels, vinyl SP (MGM Records – K-14657), USA 1973
- The Little Angels – Children Of The World Unite, Vinyl SP (Philips – 6006 270), Nový Zéland 1973
- The Little Angels – Dominique / Mother Of Mine, Vinyl SP (Philips – SFL 1768), Japonsko
- 8.15 광복절 기념 리틀엔젤스 합창곡 모음 (15.8. Oslava dne osvobození – sbírka sborových písní Little Angels), 2021

## Zahraniční turné
Seznam zahraničních turné:
| #  | Jméno turné / program | Od         | Do         | Místa                                                           |
| 1  | 1. turné po USA, včetně speciálního představení pro amerického prezidenta Eisenhowera                                                                      | 1965-09-20 | 1965-12-16 | Gettysburg, Pensylvánie, USA                                    |
| 2  | 2. turné po USA, včetně vystoupení v National Press Club, Washington, D.C.                                                                                 | 1966-10-27 | 1967-02-28 | Washington D.C., USA                                            |
| 3  | Severoamerické turné, včetně týdne představení v Lincoln Center, NY na žádost Bílého domu                                                                  | 1967-10-27 | 1968-01-11 | USA a Kanada                                                    |
| 4  | Turné po Severní Americe a Japonsku včetně účasti na Olympijském festivalu kultury a umění v Mexiku (zvýšení národní prestiže)                             | 1968-09-17 | 1969-02-04 | Mexiko, USA a Japonsko                                          |
| 5  | Turné po Severní Americe a Japonsku včetně speciálního vystoupení pro amerického prezidenta Nixona a britského premiéra Heatha na žádost prezidenta.       | 1970-09-25 | 1971-01-25 | USA, Japonsko a Kanada                                          |
| 6  | Evropské turné včetně vystoupení na britském královském dvoře na žádost královny Alžběty II.                                                               | 1971-08-27 | 1971-12-23 | Tři národy včetně Německa a Velké Británie                      |
| 7  | Evropské turné včetně setkání s nizozemskou princeznou Beatrix                                                                                             | 1972-10-07 | 1973-02-08 | Tři národy včetně Nizozemska, Francie                           |
| 8  | Speciální benefiční turné pro obnovu po válce ve Vietnamu                                                                                                  | 1972-11-09 | 1973-03-04 | Japonsko                                                        |
| 9  | Světové turné včetně speciálního vystoupení k 50. výročí Turecké republiky                                                                                 | 1973-07-06 | 1973-12-14 | Pět národů včetně Německa a Švýcarska                           |
| 10 | Severoamerické turné včetně speciálního benefičního vystoupení pro UNICEF na Valném shromáždění OSN                                                        | 1973-08-27 | 1973-12-23 | USA a Kanada                                                    |
| 11 | Severoamerické turné včetně světové výstavy Expo 74 ve Spokane ve státě Washington                                                                         | 1974-05-28 | 1974-10-12 | USA a Kanada                                                    |
| 12 | Světové turné včetně návštěvy a vystoupení pro prvního tuniského prezidenta Burgiby                                                                        | 1974-07-28 | 1974-11-24 | 19 zemí včetně Tchaj-wanu a Filipín                             |
| 13 | Světové turné včetně zdvořilostní návštěvy japonského vicepremiéra Fukudy                                                                                  | 1974-10-12 | 1975-02-14 | Šest národů včetně Japonska                                     |
| 14 | Světové turné včetně laskavého přijetí a speciálního vystoupení pro chilského prezidenta Pinocheta a jeho první dámu                                       | 1975-05-30 | 1975-10-14 | 11 národů včetně USA a Kanady                                   |
| 15 | Turné po USA a Evropě včetně 4. konference Mezinárodní asociace rektorů univerzit v Bostonu                                                                | 1975-08-28 | 1976-02-13 | Tři národy, včetně USA, Německa                                 |
| 16 | Speciální oslavné představení k 200. výročí nezávislosti USA                                                                                               | 1976-05-26 | 1976-11-02 | USA a Kanada                                                    |
| 17 | Speciální představení ke Dni Koreje během mezinárodní výstavy v Tsukubě                                                                                    | 1985-05-12 | 1985-05-19 | Tsukuba, Japonsko                                               |
| 18 | Turné v Japonsku | 1990-01-15 | 1990-01-27 | Města v Japonsku včetně Tokia, Nagoji a Ósaky                   |
| 19 | Vystoupení v Sovětském svazu pro získávání finančních prostředků na péči o děti                                                                            | 1990-04-07 | 1990-04-18 | Sovětský svaz                                                   |
| 20 | Turné 4 měst na Tchaj-wanu | 1990-07-10 | 1990-07-22 | Tchaj-pej, Tchaj-čung, Tchaj-nan, Kao-siung                     |
| 21 | Vystoupení v živém Mezinárodním charitativním koncert-maratonu v Rusku                                                                                     | 1991-12-29 | 1992-01-14 | Rusko                                                           |
| 22 | Turné po USA | 1992-01-10 | 1992-01-31 | Lokality v USA včetně New Yorku, New Jersey a Floridy           |
| 23 | Deset vystoupení - turné po Japonsku | 1992-07-20 | 1992-08-13 | Města v Japonsku včetně Tokio, Ósaka, Sendai, Nagoya            |
| 24 | Turné po hlavních městech USA | 1993-01-12 | 1993-02-04 | Carnegie Hall (New York) a Kennedyho centrum (Washington, D.C.) |
| 25 | Turné 14 měst v Japonsku | 1993-07-25 | 1993-08-19 | 14 měst v Japonsku včetně Tokia, Ósaky a Fukuoky.               |
| 26 | Turné po Číně včetně účasti na slavnostním zahájení veletrhu CIGF (China International Garment and Textile Fair Dalian)                                    | 1994-07-28 | 1994-08-26 | Tchaj-wan a Čína                                                |
| 27 | 14 představení v Malajsii a Thajsku | 1996-01-01 | 1996-01-15 | Kuala Lumpur, Malajsie a Bangkok, Thajsko                       |
| 28 | Turné 12 měst v Japonsku | 1996-01-04 | 1996-01-28 | 12 měst v Japonsku včetně Hokkaida, Aomori                      |
| 29 | Speciální živé vystoupení pro Izraelskou národní televizi, CH2                                                                                             | 1996-07-31 | 1996-08-18 | Izrael                                                          |
| 30 | Turné 11 měst v Japonsku | 1997-01-04 | 1997-01-21 | 11 měst v Japonsku včetně Fukuoka, Hiroshima a Nagasaki         |
| 31 | 22 Vystoupení v Jižní Americe | 1997-07-20 | 1997-08-23 | Brazílie, Paraguay, Uruguay                                     |
| 32 | Turné 13 měst v Japonsku | 1997-08-04 | 1997-08-31 | 13 měst v Japonsku včetně Hokkaidó a Sendai                     |
| 33 | Turné 12 měst v Japonsku | 1998-01-12 | 1998-01-31 | 12 měst v Japonsku včetně Fukuoka a Okazaki                     |
| 34 | Tři představení v Severní Koreji na podporu usmíření a spolupráce mezi Severní a Jižní Koreou                                                              | 1998-05-01 | 1998-05-12 | Pchjongjang, Severní Korea                                      |
| 35 | Turné 10 měst v Japonsku | 1998-07-22 | 1998-08-20 | Deset japonských měst včetně Nagana, Čiby a Ósaky.              |
| 36 | Turné 9 měst v Japonsku | 1999-08-04 | 1999-08-23 | Devět japonských měst včetně Tokia, Fukuoky, Kóbe.              |
| 37 | Turné 7 měst v Japonsku | 2000-07-28 | 2000-08-13 | Sedm měst v Japonsku včetně Mijagi, Gunmy, Tokia.               |
| 38 | Turné 10 měst v USA | 2001-01-01 | 2001-02-03 | Deset měst v USA včetně New Yorku, Washingtonu, San Antonia.    |
| 39 | Turné 10 měst v Japonsku | 2001-01-12 | 2001-01-28 | Deset japonských měst včetně Tokia, Hirošimy                    |
| 40 | Turné u příležitosti 10. výročí navázání diplomatických vztahů mezi Koreou a Čínou                                                                         | 2001-07-12 | 2001-07-21 | Čína                                                            |
| 41 | Turné 6 měst v Japonsku | 2001-07-29 | 2001-08-09 | Šest měst v Japonsku včetně Sappora, Nagana, Maeba              |
| 42 | Turné 10 měst v Japonsku | 2002-07-29 | 2002-08-12 | Deset japonských měst včetně Tokia, Nagoji, Kjóta.              |
| 43 | Turné 10 měst v USA | 2003-01-19 | 2003-03-05 | Deset měst v USA včetně Chicaga, New Yorku, Washingtonu.        |
| 44 | Konference o sjednocení Severní a Jižní Koreje a míru v Asii                                                                                               | 2003-02-10 | 2003-02-12 | International Conference Hall, Osaka, Japonsko, Kansai          |
| 45 | Speciální představení v Šanghaji na podporu kultury a umění                                                                                                | 2003-10-23 | 2003-10-27 | Šanghaj, Čína                                                   |
| 46 | Turné 6 měst v Japonsku | 2004-02-04 | 2004-02-20 | Šest japonských měst včetně Fukuoky, Hirošimy                   |
| 47 | Oslavy 100. výročí korejského přistěhovalectví do USA | 2004-02-09 | 2004-03-05 | USA                                                             |
| 48 | Korean Wave Festival v Pekingu | 2004-07-14 | 2004-07-17 | Velký sál lidu, Peking, Čína                                    |
| 49 | Turné 9 měst v Japonsku | 2005-07-26 | 2005-08-13 | Devět japonských měst včetně Tokia, Sendai.                     |
| 50 | Mezinárodní telekomunikační unie (ITU), konference zplnomocněných zástupců 2006                                                                            | 2006-11-07 | 2006-11-15 | Antalya, Turecko                                                |
| 51 | Turné 5 měst v USA | 2007-01-10 | 2007-01-30 | Pět měst v USA včetně Chicaga a Detroitu.                       |
| 52 | Turné 7 měst v Japonsku | 2007-07-25 | 2007-08-08 | Sedm japonských měst včetně Tokia a Ósaky.                      |
| 53 | Speciální představení na podporu kandidatury na pořádání výstavy Expo 2012 v Yeosu v Koreji                                                                | 2007-11-21 | 2007-11-28 | Paříž, Francie                                                  |
| 54 | Turné 7 měst v Japonsku | 2008-07-29 | 2008-08-13 | Sedm měst v Japonsku včetně Tokia, Fukuoky                      |
| 55 | Turné 7 měst v USA | 2009-01-13 | 2009-02-21 | Sedm měst v USA včetně Saint Louis, Burlingtonu.                |
| 56 | Slavnostní vystoupení k zahájení mezinárodního sjezdu Rotary 2009                                                                                          | 2009-06-19 | 2009-06-25 | Birmingham, Velká Británie                                      |
| 57 | Vystoupení na pozvání v Kataru | 2009-10-24 | 2009-10-29 | Dauhá, Katar                                                    |
| 58 | 1. světové mírové turné k 60. výročí korejské války do 16 členských zemí OSN na počest korejských válečných veteránů                                       | 2010-06-06 | 2010-07-09 | USA, Kanada a Kolumbie                                          |
| 59 | 2. světové mírové turné k 60. výročí korejské války do 16 členských zemí OSN na počest korejských válečných veteránů                                       | 2010-09-07 | 2010-10-13 | 7 evropských a 2 africké státy                                  |
| 60 | 3. světové mírové turné k 60. výročí korejské války do 16 členských zemí OSN na počest korejských válečných veteránů                                       | 2010-11-07 | 2010-12-07 | 4 státy jihovýchodní Asie                                       |
| 61 | Kulturní výměna dobré vůle Nepál - Korea | 2011-02-21 | 2011-02-28 | Nepál                                                           |
| 62 | Světové mírové turné k 60. výročí korejské války do zemí, které vyslaly zdravotnické jednotky během korejské války                                         | 2011-05-14 | 2011-06-13 | 5 evropských států a 1 africký stát                             |
| 63 | Připomínka 10. výročí 11. září 2001 | 2011-09-07 | 2011-09-14 | New York, USA                                                   |
| 64 | Speciální představení pro mongolsko-korejskou kulturní výměnu                                                                                              | 2011-11-05 | 2011-11-11 | Ulánbátar, Mongolsko                                            |
| 65 | Světové mírové turné k 60. výročí korejské války do zemí, které během korejské války vyslaly zdravotnické jednotky, hostující ministryně Sheila Dikshitová | 2011-11-19 | 2011-11-25 | Nové Dillí, Indie                                               |
| 66 | Světové mírové turné k 60. výročí korejské války - západní region USA                                                                                      | 2012-02-06 | 2012-02-20 | Západní oblast USA                                              |
| 67 | Turné k 59. výročí příměří v korejské válce (na pozvání Ministerstva pro vlastence a veterány)                                                             | 2012-07-24 | 2012-07-31 | Washington, D.C., USA                                           |
| 68 | Turné k 60. výročí příměří v korejské válce (banket na počest veteránů korejské války)                                                                     | 2013-07-25 | 2013-07-30 | Washington, D.C., USA                                           |
| 69 | Zvláštní představení pro KOREA FESTIVAL 2013 v Singapuru; na pozvání Velvyslanectví Korejské republiky v Singapuru                                         | 2013-10-23 | 2013-10-28 | Singapore EXPO, Singapur                                        |
| 70 | Turné po Evropě na oslavu 70. výročí osvobození Koreje | 2015-05-06 | 2015-05-19 | Rakousko, Frankfurt a Londýn                                    |
| 71 | Speciální turné po Japonsku u příležitosti 50. výročí navázání korejsko-japonských diplomatických vztahů                                                   | 2015-11-22 | 2015-12-04 | 4 města v Japonsku: Tokio, Kóbe, Hirošima a Fukuoka.            |
| 72 | Oslavné vystoupení k zahájení činnosti IAPP Asia - Oceánie                                                                                                 | 2016-07-26 | 2016-08-02 | Káthmándú, Nepál                                                |
| 73 | Oslavné vystoupení u příležitosti zahájení činnosti IAPP                                                                                                   | 2016-11-26 | 2016-12-05 | Národní divadlo, Washington, D.C. a Manhattan Center, New York  |
| 74 | Mírové turné a vystoupení dobré vůle Korea - Malajsie | 2017-01-10 | 2017-01-19 | Kuala Lumpur, Malajsie                                          |
| 75 | Speciální představení k zahájení činnosti YSP Asie - Oceánie                                                                                               | 2017-06-10 | 2017-06-16 | Impact Arena, Bangkok, Thajsko                                  |
| 76 | Vzpomínková oslava státní návštěvy prezidenta Mun Če-ina v Číně. Korejsko-čínský večer kulturní výměny                                                     | 2015-11-11 | 2015-11-15 | Velká síň lidu v Pekingu, Čína                                  |
| 77 | Oslavné představení k zahájení činnosti IAPP, Nebeská Afrika                                                                                               | 2018-01-15 | 2018-01-25 | CICAD, Dakar, Senegal, Afrika                                   |
| 78 | Mezinárodní festival vojenské hudby Hamina Tattoo | 2018-07-30 | 2018-08-04 | Bastian, Hamina, Finsko                                         |
| 79 | Turné po Japonsku | 2019-01-16 | 2019-01-20 | Omiya Sonic City, Tokio                                         |
| 80 | Zvláštní představení u příležitosti 200. výročí nezávislosti Kolumbie na pozvání kolumbijského velvyslanectví v Soulu.                                     | 2019-07-05 | 2019-07-07 | Teatro Mayor Julio Mario, Santo Domingo, Bogota, Kolumbie       |
| 81 | Turné po Japonsku | 2019-10-04 | 2019-10-08 | Veletrh Aichi Sky Expo                                          |